# Championnats du monde de course en ligne de canoë-kayak de 2007
Navigation
Édition précédente Édition suivante
Les trente-sixièmes championnats du monde de course en ligne de canoë-kayak se sont déroulés à Duisbourg (Allemagne) en 2007.

## Podiums

### Hommes

#### Canoë
| Epreuve    | Or                                                                     | Temps    | Argent                                                           | Temps    | Bronze                                                                                        | Temps    |
| C-1 200 m  | Yuriy Cheban (UKR)                                                     | 40.323   | Maxim Opalev (RUS)                                               | 40.407   | Jevgenij Shuklin (LTU)                                                                        | 40.539   |
| C-1 500 m  | David Cal Figueroa (ESP)                                               | 1:47.187 | Andreas Dittmer (GER)                                            | 1:47.383 | Yang Wenjun (CHN)                                                                             | 1:47.545 |
| C-1 1000 m | Attila Vajda (HUN)                                                     | 4:08.563 | Marian Ostrcil (SVK)                                             | 4:10.685 | David Cal Figueroa (ESP)                                                                      | 4:11.057 |
| C-2 200 m  | Russie Evgeny Ignatov Ivan Shtyl                                       | 36.913   | Allemagne Christian Gille Tomasz Wylenzek                        | 37.192   | Lituanie Tomas Gadeikis Raimundas Labuckas                                                    | 37.407   |
| C-2 500 m  | Hongrie György Kozmann György Kolonics                                 | 1:40.501 | Roumanie Iosif Chirilă Andrei Cuculici                           | 1:40.991 | Allemagne Christian Gille Tomasz Wylenzek                                                     | 1:41.501 |
| C-2 1000 m | Allemagne Christian Gille Tomasz Wylenzek                              | 3:46.627 | Cuba Serguey Torres Karel Aguilar                                | 3:47.591 | Pologne Wojciech Tyszynski Paweł Baraszkiewicz                                                | 3:48.103 |
| C-4 200 m  | Hongrie Péter Balázs Gábor Horváth Márton Joób Pál Sarudi              | 34.297   | Russie Evgeny Dorokhin Nikolay Lipkin Evgeny Ignatov Ivan Shtyl  | 34.365   | Biélorussie Dzmitry Rabchanka Dzmitry Vaitsishkin Kanstantsin Shcharbak Aliaksandr Vauchetski | 34.533   |
| C-4 500 m  | Hongrie Péter Balázs Gábor Horváth Márton Joób Pál Sarudi              | 1:31.265 | Allemagne Robert Nuck Sebastian Brendel Thomas Lück Stefan Holtz | 1:31.497 | Roumanie Loredan Popa Ciprian Popa Nicolae Flocea Florin Mironcic                             | 1:31.879 |
| C-4 1000 m | Roumanie Andrei Cuculici Loredan Popa Silviu Simioncencu Iosif Chirilă | 3:23.325 | Allemagne Erik Leue Stefan Holtz Thomas Lück Robert Nuck         | 3:24.619 | Hongrie Márton Metka Róbert Mike Mátyás Sáfrán Gábor Balázs                                   | 3:28.880 |

#### Kayak
| Epreuve    | Or                                                                    | Temps    | Argent                                                                                 | Temps    | Bronze                                                                       | Temps    |
| K-1 200 m  | Jonas Ems (GER)                                                       | 35.275   | Vytautas Vaicikonis (LTU)                                                              | 35.683   | Gergely Gyertyános (HUN)                                                     | 36.019   |
| K-1 500 m  | Adam van Koeverden (CAN)                                              | 1:36.279 | Tim Brabants (GBR)                                                                     | 1:36.607 | Marek Twardowski (POL)                                                       | 1:36.661 |
| K-1 1000 m | Tim Brabants (GBR)                                                    | 3:40.113 | Adam van Koeverden (CAN)                                                               | 3:40.675 | Eirik Veras Larsen (NOR)                                                     | 3:41.64  |
| K-2 200 m  | Biélorussie Raman Piatrushenka Vadzim Makhneu                         | 32.251   | Allemagne Ronald Rauhe Tim Wieskötter                                                  | 32.597   | Serbie Ognjen Filipovic Dragan Zoric                                         | 32.993   |
| K-2 500 m  | Allemagne Ronald Rauhe Tim Wieskötter                                 | 1:27.709 | Biélorussie Raman Piatrushenka Vadzim Makhneu                                          | 1:27.873 | Hongrie Zoltán Kammerer Gábor Kucsera                                        | 1:29.527 |
| K-2 1000 m | France Philippe Colin Cyrille Carré                                   | 3:24.683 | Pologne Adam Seroczynski Mariusz Kujawski                                              | 3:24.891 | Hongrie Zoltán Kammerer Gábor Kucsera                                        | 3:26.579 |
| K-4 200 m  | Hongrie Viktor Kadler István Beé Gergely Boros Balázs Babella         | 30.715   | Serbie Ognjen Filipovic Dragan Zoric Bora Sibinkic Milan Djenadic                      | 30.735   | Russie Stepan Shevchuk Anton Vasilev Konstantin Vishnyakov Sergey Khovanskiy | 30.913   |
| K-4 500 m  | Slovaquie Richard Riszdorfer Michal Riszdorfer Erik Vlcek Juraj Tarr  | 1:20.045 | Biélorussie Stanislau Strelchanka Dzianis Zhyhadla Siarhei Findziukevich Ruslan Bichan | 1:20.733 | Hongrie Márton Sík Attila Boros Attila Csamangó Gábor Bozsik                 | 1:21.651 |
| K-4 1000 m | Allemagne Lutz Altepost Norman Bröckl Marco Herszel Björn Goldschmidt | 3:04.369 | Pologne Marek Twardowski Tomasz Mendelski Pawel Baumann Adam Wysocki                   | 3:04.719 | Slovaquie Richard Riszdorfer Michal Riszdorfer Erik Vlcek Juraj Tarr         | 3:05.625 |

### Femmes

#### Kayak
| Epreuve    | Or                                                                             | Temps    | Argent                                                             | Temps    | Bronze                                                                           | Temps    |
| K-1 200 m  | Natasa Janics (HUN)                                                            | 40.835   | Anne Rikala (FIN)                                                  | 41.069   | Spela Ponomarenko (SVN)                                                          | 41.243   |
| K-1 500 m  | Katalin Kovács (HUN)                                                           | 1:48.663 | Anne Rikala (FIN)                                                  | 1:49.255 | Katrin Wagner-Augustin (GER)                                                     | 1:49.399 |
| K-1 1000 m | Katalin Kovács (HUN)                                                           | 4:06.823 | Friedericke Leue (GER)                                             | 4:08.937 | Sofia Paldanius (SWE)                                                            | 4:10.901 |
| K-2 200 m  | Allemagne Fanny Fischer Nicole Reinhardt                                       | 37.339   | Slovaquie Ivana Kmetova Martina Kohlova                            | 37.921   | Pologne Marta Walczykiewicz Dorota Kuczkowska                                    | 38.697   |
| K-2 500 m  | Allemagne Fanny Fischer Nicole Reinhardt                                       | 1:40.275 | Hongrie Tímea Paksy Dalma Benedek                                  | 1:40.963 | France Anne-Laure Viard Marie Delattre                                           | 1:41.719 |
| K-2 1000 m | Allemagne Gesine Ruge Judith Hörmann                                           | 3:45.933 | Pologne Ewelina Wojnarowska Malgorzata Chojnacka                   | 3:47.142 | Hongrie Danuta Kozák Gabriella Szabó                                             | 3:49.174 |
| K-4 200 m  | Allemagne Carolin Leonhardt Conny Wassmuth Katrin Wagner-Augustin Maren Knebel | 35.459   | Hongrie Tímea Paksy Katalin Kovács Krisztina Fazekas Melinda Patyi | 37.921   | Serbie Miljana Knezevic Antónia Panda Renáta Kubik Márta Tibor                   | 38.697   |
| K-4 500 m  | Allemagne Carolin Leonhardt Conny Wassmuth Katrin Wagner-Augustin Maren Knebel | 1:37.145 | Hongrie Tímea Paksy Katalin Kovács Krisztina Fazekas Dalma Benedek | 1.37.951 | Pologne Monika Borowicz Aneta Konieczna Malgorzata Chojnacka Ewelina Wojnarowska | 1:38.103 |
| K-4 1000 m | Hongrie Tímea Paksy Krisztina Fazekas Alexandra Keresztesi Dalma Benedek       | 3:13.625 | Chine Feng Vang Ya Li-yang La Mei-yu Ying Ho                       | 3:13.971 | Allemagne Gesine Ruge Friedericke Leue Marina Schmuck Judith Hörmann             | 3:15.025 |

## Tableau des médailles
| Rang  | Nation      | Or | Argent | Bronze | Total |
| ----- | ----------- | -- | ------ | ------ | ----- |
| 1     | Allemagne   | 9  | 6      | 3      | 18    |
| 2     | Hongrie     | 9  | 3      | 6      | 18    |
| 3     | Biélorussie | 1  | 2      | 1      | 4     |
| 4     | Russie      | 1  | 2      | 1      | 4     |
| 5     | Slovaquie   | 1  | 2      | 1      | 4     |
| 6     | Roumanie    | 1  | 1      | 1      | 3     |
| 7     | Canada      | 1  | 1      | 0      | 2     |
| 8     | Royaume-Uni | 1  | 1      | 0      | 2     |
| 9     | France      | 1  | 0      | 1      | 2     |
| 10    | Espagne     | 1  | 0      | 1      | 2     |
| 11    | Ukraine     | 1  | 0      | 0      | 1     |
| 12    | Pologne     | 0  | 3      | 4      | 7     |
| 13    | Finlande    | 0  | 2      | 0      | 2     |
| 14    | Lituanie    | 0  | 1      | 2      | 3     |
| 15    | Serbie      | 0  | 1      | 2      | 3     |
| 16    | Chine       | 0  | 1      | 1      | 2     |
| 17    | Cuba        | 0  | 1      | 0      | 1     |
| 18    | Norvège     | 0  | 0      | 1      | 1     |
| 19    | Slovénie    | 0  | 0      | 1      | 1     |
| 20    | Suède       | 0  | 0      | 1      | 1     |
| Total | Total       | 27 | 27     | 27     | 81    |